# Râul Bătarci
Râul Bătarci (în ucraineană Батарч, transliterat: Batarci) este un râu afluent al râului Batár. 